# جاك مانينغ
جاك مانينغ (بالإنجليزية: Jack Manning)‏ (1 يناير 1886 ببوسطن في المملكة المتحدة - 1 مارس 1946) هو لاعب كرة قدم بريطاني (وحمل سابقاً جنسية المملكة المتحدة لبريطانيا العظمى وأيرلندا) في مركز الهجوم. لعب مع كوينز بارك رينجرز ونادي روتشديل وهال سيتي ولينكولن سيتي أف سي وRotherham County F.C. ‏ ونادي بوسطن يونايتد ونادي برادفورد بارك أفنيو.